# Caá Yarí
Caá Yarí é uma cidade argentina da província de Misiones, localizado dentro do departamento Leandro N. Alem. Está a uma latitude de 27° 28' Sul e a uma longitude de 55° 18' Oeste.
O município conta com uma população de 990 habitantes, segundo o Censo do ano 2001 (INDEC).